# Grison
Marcos Martínez (Soto del Real, Comunidad de Madrid,8 de noviembre de 1984), conocido por el nombre artístico de Grison , es un cantante, colaborador y productor televisivo, beatboxer y músico español. Actualmente es músico y colaborador en el programa de televisión La revuelta.

## Apodo
Se lo puso su primo diciéndole que lo investigaba todo, como el protagonista de la serie CSI, Gil Grissom. Se presentó a un campeonato de beatbox con ese apodo y como quedó en buena posición la gente empezó a conocerle como Grison.

## Biografía
Antes de su salto en la televisión, trabajó de comercial en la empresa Roland Corporation mientras hacía actuaciones para diferentes locales. De hecho, fue en una de estas en la que su actual compañero, Ricardo Castella, le contrató para La resistencia.
En 2013 ganó el campeonato mundial: Boss LoopStation Contest.
A lo largo de su carrera, destacan colaboraciones como su trabajo en el musical Mayumana-Rumba o su colaboración con Disney+ promocionando el tráiler de la serie Falcon y el Soldado de Invierno haciendo beatbox.
En 2021 participó en la creación de la productora Encofrados Encofrasa S. L., encargada de elaborar el 50 % de La Revuelta, junto a Broncano, Jorge Ponce y Castella.
El 24 de enero de 2022 presentó el programa de La resistencia puesto que el presentador habitual, David Broncano, había dado positivo en coronavirus.